# 기이오구라역
기이오구라역(일본어: 紀伊小倉駅, きいおぐらえき)은 일본 와카야마현 와카야마시에 있는 서일본 여객철도의 철도역이다.

## 역 구조
1면 1선 구조의 지상역으로, 정류소로 취급되고 있다. 와카야마역이 관리하는 무인역이다.

## 역사
- 1938년 7월 15일 - 일본국유철도 와카야마 선 후나토 ~ 호시야 사이에 개업.
- 1987년 4월 1일 - 민영화에 따라 서일본 여객철도의 소속이 되었다.

## 인접역
| 서일본 여객철도 와카야마 선 | 서일본 여객철도 와카야마 선 | 서일본 여객철도 와카야마 선 |
| --------------------------- | --------------------------- | --------------------------- |
| 후나토 오지 방면            | ■ 와카야마 선               | 호시야 와카야마 방면        |